# Rasa de l'Om
La Rasa de l'Om és un torrent afluent per l'esquerra del Riu Negre, al Solsonès.

## Descripció del seu curs
Neix a una setantena de m. al SE de la Casanova de Cinca. De direcció predominant N-S, s'escola inicialment pel vessant de llevant del serrat de la Casanova i a continuació pel vessant de ponent del serrat de l'Om al llarg de 3,3 km. fets íntegrament pel terme municipal de Lladurs. Durant el seu recorregut, deixa a llevant la masia de l'Om i a ponent les de la Fàbrica i el Solerot. A 630 m. al sud d'aquesta darrera masia, desguassa al Riu Negre (en el tram en què és denominat la Rasa de Cirera) a 180 m. aigües avall del Pont de la Frau.

## Perfil del seu curs
| Recorregut (en m.) | Altitud (en m.) | Pendent |
| ------------------ | --------------- | ------- |
| 0                  | 839             | -       |
| 250                | 829             | 4,0%    |
| 500                | 807             | 8,8%    |
| 750                | 795             | 4,8%    |
| 1.000              | 788             | 2,8%    |
| 1.250              | 779             | 3,6%    |
| 1.500              | 770             | 3,6%    |
| 1.750              | 761             | 3,6%    |
| 2.000              | 750             | 4,4%    |
| 2.250              | 743             | 2,8%    |
| 2.500              | 733             | 6,2%    |
| 2.750              | 727             | 2,4%    |
| 3.328              | 700             | 8,2%    |

## Xarxa hidrogràfica
La xarxa hidrogràfica de la Rasa de l'Om està integrada per un total de 12 cursos fluvials. D'aquests, 8 són subsidiaris de 1r nivell i 3 ho són de 2n nivell.
La totalitat de la xarxa suma una longitud de 7.076 m.

### Distribució per termes municipals
La totalitat de la xarxa de la Rasa de l'Om transcorre pel terme municipal de Lladurs.